# Ed Daein
 (mai 2025).
Si vous disposez d'ouvrages ou d'articles de référence ou si vous connaissez des sites web de qualité traitant du thème abordé ici, merci de compléter l'article en donnant les références utiles à sa vérifiabilité et en les liant à la section « Notes et références ».
Ed Daein (ou Ad Du'ayn, Ad Da'en et encore Ed Da'ein), en Arabe : الضعين, est une ville du sud-ouest Soudan situé dans l'État du Darfour-Oriental dont elle est la capitale. Elle se trouve à 841 km de Khartoum, la capitale soudanaise.

## Histoire
La ville est fondée entre le XVIIIe et le XIXe siècle par Barsham bin Abd al-Hamid et les Rizeigat, une tribu arabe majoritairement musulmane. L'histoire de la ville est bercée par les rivalités et affrontements avec les autres tribus et les régions voisines.

## Économie
L'économie locale est axée sur le commerce de bétail, d'orge, de blé et d'arachide.

## Démographie
La ville a une population estimée en 2009 d'environ 225 000 habitants.

## Transport
La ville est desservie par l'aéroport d'Ed Daein (en) (AITA : ADV).